# 小林涼
小林 涼（こばやし りょう、1990年9月3日 - ）は、日本の俳優。山梨県甲斐市出身。

## 来歴
2010年、大学の学園祭でスカウトされる。BACSエンターテイメント(後のAtoMエンターテイメント)に所属し「BACS BOYS」として活動。モデルやMCを務める。
2013年4月、『流れる雲よ 2013』山口涼太 役で俳優デビュー。
2019年8月、ヴェネツィアで撮影した初の写真集『Grazie』を発売。
2020年3月、『モンスターライフ』にてコント番組への活動を広げる。
2020年5月、鮎川太陽・すがちゃん最高No.1〈ぱーてぃちゃん〉と共に配信番組を開始。
2022年7月、こばなか祭りにて朗読劇『生』の脚本・演出を手掛ける。
2023年9月、舞台『あゝ青春の血は燃ゆる』の演出を手掛ける。
2024年7月、AtoMエンターテイメントから独立しフリーとなる。
以降、俳優として舞台、映像を中心に活躍の幅を広げている。

## 人物
- 股下の長さについて、「股下100cm」と本人のSNSで話題に出ることがある[4][5][6]。
- 特技はサッカー。U-18までJリーグのユースチームでサッカーをやっていた[7]。
- 趣味は岩盤浴、乗馬[7]。
- 小林家の長男で3歳下と11歳下に妹がいる。
- 医療の大学を卒業。専攻は放射線。
- 実家ではトイプードルの「ルル」[8]、自宅ではシンガプーラの「シンガプーラ」を飼っている[9]。
- 愛称は「涼くん」、「こばりょ」。

## 出演

### 舞台
太字は主演・メインキャラ・メイン回
2013年
- 舞台『流れる雲よ』（4月19日 - 29日、笹塚ファクトリー）- 山口涼太 役
- 舞台『眠れぬ町の王子様』（8月28日 - 9月1日、新宿シアターサンモール）- 雪村潤 役
- 舞台『ラズベリーボーイ!!』（10月9日 - 14日、新宿シアターサンモール）- 桜井蓮 役

2014年
- ミュージカル『AMNESIA』 - ケント 役
  - ミュージカル『AMNESIA』（1月9日 - 19日、博品館劇場）
  - ミュージカル『AMNESIA re:again』（9月3日 - 10日、全労済ホール/スペースゼロ / 9月20日 - 23日、大阪ビジネスパーク円形ホール）

- 舞台『スペランカー』（2月19日 - 23日、上野ストアハウス）- クリストファー 役
- 舞台『ラズベリーボーイ』
  - 舞台『ラズベリーボーイ(再演)』（2月28日 - 3月9日、俳優座劇場） ※ゲスト出演
  - 舞台『ラズベリーボーイ!!2』（10月8日 - 13日、俳優座劇場）- 桜井蓮 役

- 人狼TLPT『#12:STEAM機巧人形と月の艇』（5月13日 - 18日、シアターグリーン BIG TREE THEATER）- 鋼鉄の後継者セシル 役 ※3,6,7,10st
- ミュージカル『忍者じゃじゃ丸くん 再演』（5月20日 - 25日、シアターグリーン BIG TREE THEATER）- 雪丸 役
- 舞台『BROTHERS CONFLICT ―BROTHERS ON STAGE!―』（6月20日 - 29日、シアターサンモール）- 朝日奈要 役

2015年
- Flying Trip 第9回公演『アンドキュメント』（1月20日 - 25日、赤坂RED/THEATER） - 中辻 役
- 舞台『BROTHERS CONFLICT ―BROTHERS ON STAGE!―』- 朝日奈要 役
  - 舞台『BROTHERS CONFLICT ―BROTHERS ON STAGE! 2―』（3月4日 - 9日 、紀伊國屋サザンシアター）
  - 舞台『BROTHERS CONFLICT ―BROTHERS ON STAGE!再演―』（4月8日 - 19日、シアターサンモール / 松下IMPホール）- 朝日奈要 役

- 舞台『下天の華』（5月9日 -  17日、全労済ホール/スペースゼロ）- 徳川家康 役
- 舞台『刻め、我ガ肌ニ君ノ息吹ヲ』（8月5日 - 9日、シアター1010）- 雉丸 役
- 音楽劇『金色のコルダBlue♪Sky First Stage』（9月4日 - 13日、全労済ホール/スペースゼロ）- 水嶋新 役
- 人狼TLPT×PSYCHO-PASS『INNOCENT MURDERER-無垢なる殺人者-』（9月 - 10月、シアターサンモール）- 千草篠忍 役※1,2,3,5,13,14,15st
- 舞台『魔王ロス症候群』（12月23日 - 29日、シアターサンモール）- カンミリョウ 役

2016年
- 舞台『アルカナ・ファミリア-valentino-』（1月20日 - 27日、あうるすぽっと）- パーチェ 役
- のぶニャがの野望番外公演『ねこ軍議〜飼い猫はどいつニャ？〜 』（3月1日 - 6日、笹塚ファクトリー / 8月5日 - 14日、R'sアートコート / 8月20日 - 21日、米原市民交流プラザ）- 支倉つねニャが / 石田みつニャり 役
- 舞台『下天の華 夢灯り』（5月13日 - 23日、全労済ホール / スペースゼロ） - 徳川家康 役
- 舞台『BROTHERS CONFLICT ―BROTHERS ON STAGE! 3 THE FINAL― 』（7月6日 - 13日、シアターサンモール / 7月16日 - 18日、松下IMPホール）- 朝日奈要 役
- 舞台『アルカナ・ファミリア2 -23枚目のタロッコ- 』（9月7日 - 11日、シアターサンモール）- パーチェ 役 ※声のみの出演
- 音楽劇『金色のコルダBlue♪Sky Prelude of 至誠館 』（2016年9月 - 10月、シアター1010） - 水嶋新 役
- 朗読劇『LOVE×LETTERS 』（10月16日）
- 舞台『プリンス・オブ・ストライド THE LIVE STAGE』シリーズ - 黛静馬 役
  - エピソード1（12月9日 - 14日、シアター1010 / 12月23日 - 25日、森ノ宮ピロティホール）

2017年
- 舞台『灰とダイヤモンド』（2月22日 - 26日、Geki地下Liberty）- サファイア 役
- 舞台『プリンス・オブ・ストライド THE LIVE STAGE』シリーズ - 黛静馬 役
  - エピソード2（4月22日 - 30日、シアター1010 / 5月5日 - 7日、森ノ宮ピロティホール）
  - エピソード3（6月17日 - 25日、シアター1010 / 6月30日 - 7月2日、森ノ宮ピロティホール）
  - エピソード4（8月14日 - 20日、シアター1010 / 8月25日 - 27日、豊中市立文化芸術センター）

- 舞台『アルカナ・ファミリア3』（9月16日 - 24日、シアターサンモール）- パーチェ 役
- 人狼TLPT『5th Anniversary #27:VILLAGE XIII 名古屋公演』（10月13日 - 15日、中京テレビ プラザC）-跡継ぎセシル 役 ※1,2,3,4,5,6,7st（特別ステージ1,3）
- 人狼TLPT『5th Anniversary #27:VILLAGE XIII 東京公演』（10月27日 - 29日、ニコファーレ）- 跡継ぎセシル 役 ※1,3,6st
- バグバスターズ - 進藤碇 役
  - バグバスターズ2（11月23日 - 11月26日、俳優座劇場）
  - バグバスターズ３（11月29日 - 12月3日、俳優座劇場）

- 舞台『ピッッツァ☆』（12月22日 - 30日、シアターサンモール）

2018年
- 人狼TLPT『人狼TLPT X ドラゴンクエストX 勇者姫と薔薇の盟友』（3月7日 - 11日、THEATRE1010）-盗賊セシル 役 ※1,2,3,4,5,6,7st
- 2.5次元ダンスライブ『S.Q.S（スケアステージ）』 - 村瀬大 役
  - Episode1『はじまりのとき -Thanks for the chance to see you-』（5月17日 - 27日、よみうり大手町ホール）

- 舞台『プリンス・オブ・ストライド THE LIVE STAGE』シリーズ - 黛静馬 役
  - エピソード5（5月31日 - 6月4日、シアター1010 / 6月15日 - 17日、森ノ宮ピロティホール）

- 舞台『アニドルカラーズ！キュアステージ』〜シリウス学園編〜（6月30日 - 7月8日、シアターGロッソ） - 柚木真哉 役
- 舞台『アルカナ・ファミリア4』（8月18日 - 26日、シアターサンモール） - パーチェ 役
- 2.5次元ダンスライブ『S.Q.S（スケアステージ）』- 村瀬大 役
  - Episode2『星芒の彼方-月野百鬼夜行綺譚-』（11月1日 - 11日、ヒューリックホール東京）

2019年
- 舞台『アニドルカラーズ！キュアステージ』 （1月12日 - 20日、シアターＧロッソ）- 柚木真哉 役
- 舞台 2.5次元ダンスライブ『ツキステ。』- 村瀬大 役 ※ ゲスト出演
  - 第8幕『TSUKINO EMPIRE -Unleash your mind.-』（3月27日 - 31日、舞浜アンフィシアター）

- 人狼TLPT『#33:EXAM』（4月2日ゲスト、シアターサンモール）- セシル（知世リョウ） 役 ※ 5st ゲスト出演
- 舞台 2.5次元ダンスライブ『S.Q.S（スケアステージ）』- 村瀬大 役※お当番回
  - Episode3『ROMEO - in the darkness -』（4月25日 - 5月6日、ヒューリックホール東京）

- 舞台『刀剣乱舞』 - 太郎太刀 役
  - 慈伝 日日の葉よ散るらむ（じでん ひびのはよちるらん）（6月14日 - 23日、品川プリンスホテル ステラボール / 6月28日 - 7月7日、サンケイホールブリーゼ / 7月11日 - 15日、AiiA 2.5 Theater Kobe / 7月19日 - 8月4日、品川プリンスホテル ステラボール）

- フォトシネマ朗読劇『命のバトン』（8月9日 - 12日、労音大久保会館R'sアートコート）- 英雄 役
- 舞台 2.5次元ダンスライブ『S.Q.S（スケアステージ）』- 村瀬大 役
  - Episode4『TSUKINO EMPIRE2 -BEGINNING OF THE WORLD-』（9月26日 - 29日、舞浜アンフィシアター）

- 人狼TLPT『#35:STELLA』（10月2日 - 14日、新宿村LIVE）-  鱗龍族 セシル役 ※6,7,9,10,12,13,17,18,19st

2020年
- 人狼TLPT『#36:EXAMⅡ』（1月7日 - 15日、浅草花劇場）- セシル（知世リョウ） 役 ※ 1,2st
- 舞台 2.5次元ダンスライブ『S.Q.S（スケアステージ）』- 村瀬大 役
  - Episode5「篁志季消失事件」（2月20日 - 3月1日、ヒューリックホール東京）
  - Episode6キソセカイステージ：zwei『アカイホノオ』（7月2日 - 12日、東京ドームシティシアターGロッソ）※お当番回 ※公演中止、2021年に振替公演実施

- ミュージカル『チェーザレ 破壊の創造者』（4月13日 - 5月11日、明治座）- アルバロ 役※公演中止
- こばなか大祭り
  - 朗読劇『医者と僕の話』（7月18日、地下スペースYホール）
  - 朗読劇『兄と弟』（8月1日、地下スペースYホール）

- 『刀剣乱舞-ONLINE-』五周年記念 『刀剣乱舞 大演練』 （8月11日、東京ドーム ） - 太郎太刀 役 ※公演中止（→配信番組）
- 舞台『アニドルカラーズ！キュアステージ』〜シリウス学園編〜 ※ 再演（8月27日 - 9月2日、シアター1010）- 柚木真哉 役 ※公演中止
- 舞台『CharadeManiacs』（10月3日 - 11日、ラゾーナ川崎プラザソル）- 茅ヶ裂マモル 役
- 人狼TLPT『#41:DEPTH III 贖罪の海 〜SinK〜』（11月18日 - 29日、シアターサンモール）- Medical doctor セシル 役 ※ 4,5,6,8,10,11,13,14,17,20st
- 苦闘のラブリーロバー（12月9日 - 13日、赤坂RED/THEATER）- ひろっち 役

2021年
- 舞台『アニドルカラーズ！キュアステージ SHUFFLE REVUE』（2月10日 - 14日、シアター1010） - 柚木真哉 役
- 舞台 2.5次元ダンスライブ『S.Q.S（スケアステージ）』- 村瀬大 役 ※お当番回
  - Episode6キソセカイステージ：zwei『アカイホノオ』（3月25日 - 31日、ヒューリックホール東京）

- 舞台『逆転裁判〜逆転のパラレルワールド〜』（5月13日 - 23日、シアター1010）- 御剣怜侍 役 ※公演延期
- 人狼TLPT S『トランスミッション』（6月30日 - 7月11日、萬劇場） - 爆弾魔 セシル 役
- 舞台『アニドルカラーズ！キュアステージ -Jump to the Future-』（9月11日 - 19日、シアター1010）- 柚木真哉 役 ※公演延期（→2022年）
- 舞台『キューピット・パラサイト The Stage』（11月10日 - 14日、全電通労働会館 多目的ホール）- シェルビー・スネイル 役 
- 舞台 2.5次元ダンスライブ『S.Q.S（スケアステージ）』- 村瀬大 役 
  - Episode7『斬心 -千五百秋の朝に。-』（12月2日 - 12日、ヒューリックホール東京）※ ファンミーティングはイベントのため別記

- ハローハローポピーポピー（12月21日 - 26日） - フラワーマン 役

2022年
- 舞台 2.5次元ダンスライブ『ツキステ。』- 村瀬大 役 ※ ゲスト出演
  - 第12幕『裏斬心 -Children are sometimes ruthless and cruel.-』（3月25日 - 4月3日、 日本青年館ホール）

- 舞台『アニドルカラーズ！キュアステージ -Jump to the Future-』（5月27日 - 31日、オルタナティブシアター）- 柚木真哉 役
- こばなか祭り 朗読劇『生』（7月10日、R'sアートコート）
- 舞台『文豪とアルケミスト 嘆キ人ノ廻旋』（9月2日 - 11日、品川プリンスホテル ステラボール / 9月17日 - 19日、森ノ宮ピロティホール）- ハワード・P・ラヴクラフト 役
- 舞台 2.5次元ダンスライブ『S.Q.S（スケアステージ）』- 村瀬大 役
  - Episode8『SCHOOL REVOLUTION あの頃の僕らは』（12月2日 - 12日、サンシャイン劇場）

2023年
- おねがいっパトロンさま！The Stage 〜ココロを詠え〜（1月26日 - 2月5日、 新宿FACE ）- 葦切先生 役
- 朗読劇『美男ペコパンと悪魔』（3月10日 - 15日、DDD 青山クロスシアター）- 悪魔アスモデ 役
- 人狼TLPT『トランスミッション』（5月6日 - 14日、シアターサンモール）- 研究者セシル 役
- 朗読劇『美男ペコパンと悪魔』（5月30日、R'sアートコート）- 美男ペコパン 役
- TWT vol.12『SANADA Ⅺ』（さなだいれぶん）（6月9日 - 18日、吉祥寺シアター）- 豊臣秀頼 役
- 舞台『刀剣乱舞』七周年感謝祭 -夢語刀宴會-（ゆめがたりかたなのうたげ）（8月4日 - 6日、幕張メッセ 幕張イベントホール）- 太郎太刀 役
- 舞台『あゝ青春の血は燃ゆる』（9月14日 - 18日、新宿村LIVE）- 演出・出演 鬼頭剛 役
- Visual Reading Drama『ネット怪談×百物語』（12月8日 - 10日、新宿村LIVE）- チムチム 役

2024年
- 舞台『CharadeManiacs』再演（1月11日 - 15日、ラゾーナ川崎プラザソル）- 茅ヶ裂マモル 役
- 劇団バルスキッチン第32回公演『どぎまぎメモリアル〜どぎどぎピンクver.〜』（3月20日 - 24日、バルスタジオ）- 野原拓郎 役
- リーディングステージ『東京クロノス 渋谷隔絶』(3月30日 - 31日、伝承ホール) - 神谷衣緒 役
- 人狼TLPT『トランスミッション』(4月17日 - 21日、シアターサンモール) - 情報屋セシル 役
- mucho produce vol.0 春の朗読祭『お団子よりもお花を愛でて』(4月26日 - 29日、新宿眼科画廊)
- mucho produce vol.1.5 朗読劇『春秋に愁う』(8月28日 - 9月1日、四谷ブルースクエア) - 演出
- 人狼TLPT『#51:STELLA』(9月13日 - 22日、新宿村LIVE) - 鱗龍族 セシル 役
- 劇団バルスキッチン第37回公演『歌舞伎町ビターナイト』（10月23日 - 27日、バルスタジオ）- 日向椿 役
- 胸キュン朗読劇『Sweet Love Theater』（10月30日 - 11月3日、浅草花劇場）
- 劇団バルスキッチン第38回公演『歌舞伎町シュガーナイト』（11月20日 - 24日、バルスタジオ）- 日向椿 役
- 劇団バルスキッチン第39回公演『歌舞伎町ホーリーナイト』（12月18日 - 22日、バルスタジオ）- 日向椿 役

2025年
- 舞台『拝啓、親愛なる魔法使いのあなたへ』（1月29日 - 2月2日、六行会ホール） - ハンドレッド 役
- 舞台『ディストレス』（2月19 - 2月24日、テアトルBONBON） - 脚本・演出・出演 オタク 役
- 人狼TLPT『#53:MISSION Ⅴ』（6月4 - 8日、新宿村LIVE） - セシル 役
- 舞台『キューピット・パラサイト The Stage』（7月24日 - 28日、ラゾーナ川崎プラザソル） - シェルビー・スネイル 役
- 劇団バルスキッチン第43回公演『商店街グランドリオン2025』（9月3 - 7日、あうるすぽっと） - 早乙女光 役
- 人狼TLPT『#54:STEAM』（9月25 - 10月5日、新宿村LIVE） - セシル 役

### ライブ
- LUNATIC LIVE 2018 ver BLUE & RED (2018年12月26日 - 27日、大宮ソニックシティ大ホール)- 村瀬大 役[68][69]
- S.Q.S 単独ライブBLAZING&FREEZING（2019年3月3日、舞浜アンフィシアター）- 村瀬大 役[70][71]
- LUNATIC LIVE 2020 in Taiwan（2020年6月19日 - 20日、信義劇場Legacy Max）※公演中止[注 8]
- LUNATIC LIVE 2021 (2021年9月4日 - 5日、東京ガーデンシアター)- 村瀬大 役 ※公演中止[注 9]

### 声優
- 中野ブロードウェイ50周年記念企画「PRIME☆STAR7」火山嘉乃役(CV・act)[74][1]

### ドラマ
- 土曜ドラマ24『昼のセント酒』第二湯（2016年4月17日〈16日深夜〉、テレビ東京）[75]
- DRAMA ADDICT『インターホンが鳴るとき』第6〜8話（2023年11月15日〜、テレビ大阪、BSテレビ東京）

### 映画
- 闇金ウシジマくんPart2(2014年5月公開)
- マジックナイト（2014年8月公開）
- ハニーフラッパーズ（2014年9月公開）

### テレビ番組
- キャサリン三世（2013年1月、フジテレビ）[1]
- イケメン美女と過ごす夜（2014年5月2日〈1日深夜〉放送、日本テレビ）[76][75]
- 世界史ちゃんTV 〜何となく歴史が学べるVTR〜（2014年12月8日、12月10日放送、NHK-BS）
- ゴッドタン（2018年8月12日放送、テレビ東京）[75]
- S.Q.S TV（2018年10月3日 - 11月14日放送、TOKYO MX）[1]
- S.Q.S TV SEASON2（2020年4月1日 - 4月22日放送、TOKYO MX、BS日テレ）[1]
- 仙台放送『モンスターライフ』（2020年3月、#35 - #38、#39 - #42、#45、#55）- リョウ
- 寺島惇太お兄さんのアニドルといっしょ！第7回（2020年6月3日放送、TOKYO MX、BS日テレ、サンテレビ）※ゲスト出演
- 『趣味どきっ！』刀剣Lovers探究 六の剣（2023年11月8日、NHK Eテレ）[77]

### WEB番組
- 【夜更かしケイリン】小林涼×瀬戸啓太（2019年3月16日、ニコニコ生放送）
- 『キャストサイズニュース』第113回（2019年10月16日）※ゲスト出演
- 『キャストサイズニュース』第116回（2020年1月15日）※ゲスト出演
- 第３回「花の◯年組」１部/2部 90年組（2020年4月26日、ニコニコ生放送）
- PRODUCTION TV『花の◯年組〜転校生がやってきた！〜』『あゆこばぱーてぃーず』『あゆこばダービー』『あゆこばダービー2』『ぷりてぃ♡ぱーてぃ』（2020年5月 - 、ニコニコ生放送）※レギュラー
- 『刀剣乱舞 大演練 〜控えの間〜』（2020年8月11日、DMM.com）[44]
- キュアステファンミ〜目指せ、シリウスの頂点！全員集合SP〜（2020年8月29日、ZAIKO）- 柚木真哉 役
- 『キャストサイズニュース』第125回（2020年10月28日）※ゲスト出演
- ツキプロチャンネルあおぞらスペシャル！48時間生配信（2020年11月7日、ニコニコ生放送、YouTube）- SolidS：日向野祥、瀬戸啓太、阿部快征、小林涼
- 「人狼TLPT セブンスエデン」第73回（2020年11月26日、ニコニコ生放送）※ゲスト出演
- 『舞台の錬金術師』（2020年12月3日、YouTube）※ゲスト出演
- 舞台「アニドルカラーズ キュアステージ SHUFFLE REVUE」キャストと楽しむ振り返り上映会（2021年4月18日、ZAIKO）
- 7Colors (fromキュアステージ）インターネットサイン会（2021年6月21日、YouTube Live）辻諒、阿部快征、小林涼
- ツキプロチャンネル48時間生配信2022（2022年11月5日・6日、YouTube・ニコニコ生放送）※6日のみ出演[78]
- 「小林涼・古賀瑠SPクッキング」(2024年11月1日、NATSLIVE)

### ラジオ
- 刀剣乱舞2.5ラジオ 第十四回、第十五回（2019年7月7日、7月14日、ニッポン放送）健人、小林涼、小坂涼太郎 ※ゲスト出演[79][80]

### イベント
- 小林涼1st写真集『Grazie』発売記念イベント（2019年8月12日、ドイツ文化会館OAGホール）
- バースデーイベント（2019年9月7日、アジア青少年センターYMCAホテル スペースYホール）
- 30th BirthdayEvent『小林涼を祝える日』バースデー配信イベント（2020年9月5日、zoom）
- 小林涼 32th Birthdayイベント（2022年9月24日、 グレースバリ新宿本店 ）
- 小林涼 10thAnniversary（2022年12月17日、ワテラスコモンホール）
- 小林涼 33rd Birthday イベント（2023年9月3日、新大久保エンタメカフェ）
- 小林涼presents むげん会（2024年7月13日、DDD青山クロスシアター）
- 第2回むげん会×小林涼バースディ（2024年9月14日、浅草 雷5656会館）
- 第3回むげん会（2024年11月30日、DDD青山クロスシアター）

#### その他の出演イベント
- a-nation2013（国立代々木競技場第一体育館）
- Brilliant Star☆デコレーションズ vol.9（2015年9月21日、新宿ReNY）ゲスト出演
  - 昼の部：12月（つき）の姫君
  - 夜の部：宝石姫（ジュエリープリンセス）
- 沖直美のいい男祭り 初夏の陣EVENT（2012年6月2日、MUSE HALL）[81]
- CASTSIZE SPECIAL TALK EVENT（2018年11月4日、渋谷 eggman）日向野祥、阿部快征、小林涼
- CASTSIZE SPECIAL TALK EVENT（2019年10月26日、渋谷 eggman）横山真史、小林涼、設楽銀河
- 慈伝 日日の葉よ散るらむ Blu-ray&DVD発売記念イベント（2019年12月2日、江戸川区総合文化センター 大ホール/2020年1月14日、神戸国際会館 こくさいホール）[82]
- #ActorsRoom vol.1 1部（2020年1月19日、高田馬場BSホール）大見拓土、大見洋太、小林涼、田中晃平[83]
- ブリデコ新年会2020 〜Beautiful Harmony〜（2020年2月2日、椿山荘ホテル東京 ）ゲスト出演[84]
- gekichap 役者100人展『 戦う役者100人展 』（2020年12月22日 - 27日、渋谷 ギャラリールデコ）[85]
- 『MONSTER WAVE SP 〜怪優たちと聖なる公開生配信〜』（2020年12月25日、新宿角座）
- 『MONSTER LIFE コント公開収録 〜もんさぽ以外立入禁止!!〜』（2020年12月26日・27日、新宿角座）
- S.Q.Sファンミーティング『S.Q.S FM』（2021年12月7日、8日、ヒューリックホール東京）
- 『花の◯年組〜転校生がやってきた！〜』番組１周年記念イベント！！（2021年12月19日、大崎ブライトコアホール）
- 『MONSTER LIVE！シーズン4 〜ウチの推しがレベルアップしてないはずがない〜』（2022年2月4日 - 6日、目黒区中小企業センターホール）※全公演中止[注 10]
- 『MONSTER LIFE present's VIP もんさぽ限定 怪物だらけの超(ウルトラ)文化祭！』（2022年9月30日－10月2日、DDD 青山クロスシアター）
- 鷲尾修斗35th Birthdayイベント（2022年12月27日、 YMCAアジア青少年センタースペースYホール）※ゲスト出演
- 舞台『CharadeManiacs』プレイベント（2024年1月6日、ラゾーナ川崎プラザソル）

## 書籍

### 写真集
- 小林涼1st 写真集『Grazie』（2019年8月12日、BACSエンターテイメント、撮影：小林裕和）[2][87]

### 関連書籍
- 2.5次元ダンスライブ『SQ』ステージ S.Q.S 公式ビジュアルブック CAST×TRIBUTE 2019（2019年6月28日、ムービック）[88] JAN 4549743245928
- 2.5次元ダンスライブ『S.Q.S』公式ビジュアルブックCAST×TRIBUTE2020（2020年8月28日発売、ムービック）

## CD

### 「S.Q.S（スケアステージ）」シリーズ関連
| 発売日   | 商品名 | 歌 | 楽曲                                              | 備考 |
| 2019年   | 2019年 | 2019年 | 2019年                                            | 2019年 |
| -------- | --- | --- | ------------------------------------------------- | --- |
| 10月25日 | 2.5次元ダンスライブ「S.Q.S Episode4『TSUKINO EMPIRE2 -Beginning of the World-』」メインテーマ『Beginning of the World』           | 篁志季役：日向野祥、奥井翼役：瀬戸啓太、世良里津花役：阿部快征、村瀬大役：小林涼 和泉柊羽役：田中稔彦、堀宮英知役：中尾拳也、久我壱星役：山中健太、久我壱流役：山中翔太 | 『Beginning of the World』                        | 先行発売日：2019年9月26日 - 29日 先行販売場所: 2.5次元ダンスライブ「S.Q.S Episode4『TSUKINO EMPIRE2 -Beginning of the World-』」 会場：舞浜アンフィシアター     |
| 2020年   | | |                                                   | |
| 2月20日  | 2.5次元ダンスライブ「S.Q.S Episode5『篁志季消失事件』」メインテーマ『希望の鐘』                                                   | 篁志季役：日向野祥、奥井翼役：瀬戸啓太、世良里津花役：阿部快征、村瀬大役：小林涼 和泉柊羽役：田中稔彦、堀宮英知役：中尾拳也、久我壱星役：山中健太、久我壱流役：山中翔太 | 『希望の鐘』                                      | 先行発売日：2020年2月20日 - 3月1日 先行販売場所: 2.5次元ダンスライブ「S.Q.S Episode5『篁志季消失事件』」 会場：ヒューリックホール東京                           |
| 2021年   | | |                                                   | |
| 3月25日  | 2.5次元ダンスライブ「S.Q.S Episode6『キソセカイステージ：zwei「アカイホノオ」』」メインテーマ『アカイホノオ 〜Go On And On〜』    | 篁志季役：日向野祥、奥井翼役：瀬戸啓太、世良里津花役：阿部快征、村瀬大役：小林涼 和泉柊羽役：田中稔彦、堀宮英知役：中尾拳也、久我壱星役：山中健太、久我壱流役：山中翔太 | 『アカイホノオ 〜Go On And On〜』                 | 先行発売日：2021年3月25日 - 31日 先行販売場所: 2.5次元ダンスライブ「S.Q.S Episode6 『キソセカイステージ：zwei「アカイホノオ」』 」 会場：ヒューリックホール東京 |
| 12月2日  | 2.5次元ダンスライブ「S.Q.S Episode7『斬心 - 千五百秋の朝に。-』」メインテーマ『斬心-無形ノ八重-』                                 | 篁志季役：日向野祥、奥井翼役：瀬戸啓太、世良里津花役：阿部快征、村瀬大役：小林涼 和泉柊羽役：田中稔彦、堀宮英知役：中尾拳也、久我壱星役：山中健太、久我壱流役：山中翔太 | 『斬心-無形ノ八重-』                              | 先行発売日：2021年12月2日 - 12日 先行販売場所：2.5次元ダンスライブ「S.Q.S Episode7 『斬心 - 千五百秋の朝に。-』」 会場：ヒューリックホール東京                  |
| 2023年   | | |                                                   | |
| 1月27日  | 2.5次元ダンスライブ「S.Q.S Episode 8『SCHOOL REVOLUTION あの頃の僕らは』」主題歌『SCHOOL REVOLUTION! −時計仕掛けのモラトリアム−』 | 篁志季役：塚本凌生、奥井翼役：瀬戸啓太、世良里津花役：阿部快征、村瀬大役：小林涼 和泉柊羽役：田中稔彦、堀宮英知役：中尾拳也、久我壱星役：山中健太、久我壱流役：山中翔太 | 『SCHOOL REVOLUTION! −時計仕掛けのモラトリアム−』 | 先行発売日：2022年12月2日 - 11日 先行販売場所：2.5次元ダンスライブ「S.Q.S Episode 8『SCHOOL REVOLUTION あの頃の僕らは』」 会場：ヒューリックホール東京          |

### 舞台「アニドルカラーズ！キュアステージ」シリーズ関連
| 発売日  | 商品名                                                                                         | 歌 | 楽曲 | 備考 |
| 2021年  | 2021年                                                                                         | 2021年 | 2021年 | 2021年 |
| ------- | ---------------------------------------------------------------------------------------------- | --- | --- | --- |
| 2月10日 | 舞台「キュアステージ」シリーズ劇中歌CD『Sirius resonance』                                     | 7Colors (fromキュアステージ） 朝日悠希役：辻諒、夏月斗羽役：阿部快征、不知火颯役：岸本勇太、蓮水巴瑠役：樋口裕太、土岐結人役：登野城佑真、柚木真哉役：小林涼、金森碧叶役：植田慎一郎 | 『Sirius resonance』 トラックリスト： 1. Sirius resonance 2. Starry Stories 3. Sirius resonance（Instrumental） 4. Starry Stories（Instrumental） | 先行発売日：2021年2月10日 - 14日 先行販売場所：舞台『アニドルカラーズキュアステージSHUFFLE REVUE』 会場：シアター1010 |
| 2021年  |                                                                                                | | | |
| 発売日  | 商品名                                                                                         | 歌 | 楽曲 | 楽曲 |
| 2月15日 | アニドルカラーズキュアステージ 7Colors fromキュアステージ『Sirius resonance Solo collection 』 | 7Colors (fromキュアステージ） 朝日悠希役：辻諒、夏月斗羽役：阿部快征、不知火颯役：岸本勇太、蓮水巴瑠役：樋口裕太、土岐結人役：登野城佑真、柚木真哉役：小林涼、金森碧叶役：植田慎一郎 | 『Sirius resonance』 トラックリスト： 1. Sirius resonance（朝日悠希[CV:辻諒]ver.） 2. Sirius resonance（夏月斗羽[CV:阿部快征] ver.） 3.Sirius resonance（不知火颯[CV:岸本勇太] ver.） 4.Sirius resonance（蓮水巴瑠[CV:樋口裕太] ver.） 5.Sirius resonance（土岐結人[CV:登野城佑真] ver.） 6.Sirius resonance（柚木真哉[CV:小林涼] ver.） 7.Sirius resonance（金森碧叶[CV:植田慎一郎] ver.） 8.Starry Stories（朝日悠希[CV:辻諒] ver.） 9.Starry Stories（夏月斗羽[CV:阿部快征] ver.） 10.Starry Stories（不知火颯[CV:岸本勇太] ver.） 11.Starry Stories（蓮水巴瑠[CV:樋口裕太] ver.） 12.Starry Stories（土岐結人[CV:登野城佑真] ver.） 13.Starry Stories（柚木真哉[CV:小林涼] ver.） 14.Starry Stories（金森碧叶[CV:植田慎一郎] ver.） | 『Sirius resonance』 トラックリスト： 1. Sirius resonance（朝日悠希[CV:辻諒]ver.） 2. Sirius resonance（夏月斗羽[CV:阿部快征] ver.） 3.Sirius resonance（不知火颯[CV:岸本勇太] ver.） 4.Sirius resonance（蓮水巴瑠[CV:樋口裕太] ver.） 5.Sirius resonance（土岐結人[CV:登野城佑真] ver.） 6.Sirius resonance（柚木真哉[CV:小林涼] ver.） 7.Sirius resonance（金森碧叶[CV:植田慎一郎] ver.） 8.Starry Stories（朝日悠希[CV:辻諒] ver.） 9.Starry Stories（夏月斗羽[CV:阿部快征] ver.） 10.Starry Stories（不知火颯[CV:岸本勇太] ver.） 11.Starry Stories（蓮水巴瑠[CV:樋口裕太] ver.） 12.Starry Stories（土岐結人[CV:登野城佑真] ver.） 13.Starry Stories（柚木真哉[CV:小林涼] ver.） 14.Starry Stories（金森碧叶[CV:植田慎一郎] ver.） |
| 2022年  |                                                                                                | | | |
| 発売日  | 商品名                                                                                         | 歌 | 楽曲 | 楽曲 |
| 2月14日 | アニドルカラーズキュアステージCD『Movin’on』                                                   | 7Colors (fromキュアステージ） 朝日悠希役：辻諒、夏月斗羽役：阿部快征、不知火颯役：岸本勇太、蓮水巴瑠役：樋口裕太、土岐結人役：登野城佑真、柚木真哉役：小林涼、金森碧叶役：植田慎一郎 | 『Movin’on / 7Colors』 トラックリスト： 1. Movin’on 2. Welcome to Our LAND! 3. Movin’on（朝日悠希[CV:辻諒]ver.） 4. Movin’on（夏月斗羽[CV:阿部快征] ver.） 5. Movin’on（不知火颯[CV:岸本勇太] ver.） 6. Movin’on（蓮水巴瑠[CV:樋口裕太] ver.） 7. Movin’on（土岐結人[CV:登野城佑真] ver.） 8. Movin’on（柚木真哉[CV:小林涼] ver.） 9. Movin’on（金森碧叶[CV:植田慎一郎] ver.） 10.Movin’on（Instrumental） 11.Welcome to Our LAND!（Instrumental） | 『Movin’on / 7Colors』 トラックリスト： 1. Movin’on 2. Welcome to Our LAND! 3. Movin’on（朝日悠希[CV:辻諒]ver.） 4. Movin’on（夏月斗羽[CV:阿部快征] ver.） 5. Movin’on（不知火颯[CV:岸本勇太] ver.） 6. Movin’on（蓮水巴瑠[CV:樋口裕太] ver.） 7. Movin’on（土岐結人[CV:登野城佑真] ver.） 8. Movin’on（柚木真哉[CV:小林涼] ver.） 9. Movin’on（金森碧叶[CV:植田慎一郎] ver.） 10.Movin’on（Instrumental） 11.Welcome to Our LAND!（Instrumental） |

### ドラマCD・キャラクターソング
- 中野ブロードウェイ50周年記念企画「PRIME☆STAR7」

| 発売日   | 商品名                         | 歌                                                                     | 楽曲                   | 備考                                                                       |
| 2017年   | 2017年                         | 2017年                                                                 | 2017年                 | 2017年                                                                     |
| -------- | ------------------------------ | ---------------------------------------------------------------------- | ---------------------- | -------------------------------------------------------------------------- |
| 1月27日  | PRIME☆STAR7 top of the world   | （月城大河、火山嘉乃、高清水雅貴、柏木玲、白金陸人、土谷真人、日野豊） | 「top of the world」   | 中野ブロードウェイ50周年記念、中野ブロードウェイを舞台にした2.75次元の企画 |
| 5月27日  | PRIME☆STAR7 Summer Jump!!      | （月城大河、火山嘉乃、高清水雅貴、柏木玲、白金陸人、土谷真人、日野豊） | 「Summer Jump!!」      | 中野ブロードウェイ50周年記念、中野ブロードウェイを舞台にした2.75次元の企画 |
| 8月27日  | PRIME☆STAR7 13th—幸福追求権—   | （月城大河、火山嘉乃、高清水雅貴、柏木玲、白金陸人、土谷真人、日野豊） | 「13th—幸福追求権—」   | 中野ブロードウェイ50周年記念、中野ブロードウェイを舞台にした2.75次元の企画 |
| 10月27日 | PRIME☆STAR7 shining super star | （月城大河、火山嘉乃、高清水雅貴、柏木玲、白金陸人、土谷真人、日野豊） | 「shining super star」 | 中野ブロードウェイ50周年記念、中野ブロードウェイを舞台にした2.75次元の企画 |

## 映像商品
※当該作本編以外を記載
- 『プリンス・オブ・ストライド THE LIVE STAGE  FAN MEETING 2017 -MEMORY OF SUMMER-』DVD
- 舞台『刀剣乱舞』蔵出し映像集―慈伝 日日の葉よ散るらむ 篇―（2020年6月17日）[90]
- S.Q.S TV Ver.RED
- S.Q.S TV SEASON2[91][92][93]
- 寺島惇太お兄さんのアニドルといっしょ! 2